# Jadroplov
Jadroplov je brodarsko dioničko društvo iz Splita.
Osnovan je 20. siječnja 1947. godine. Do 1993. godine bio je u društvenom vlasništvu, a pretvorbom je postao dioničko društvo u mješovitom vlasništvu.
Osnovne djelatnosti Jadroplova su:
- međunarodni pomorski prijevoz robe vlastitim brodovima u kategoriji slobodne plovidbe
- upravljanje posadom i
- tehničko održavanje brodova (popravak i preinaka)

Jadroplov ima vlastito učilište u kojem je osigurana sve potrebno za naobrazbu vlastitih i tuđih pomoraca. Učenicima koji prođu obuku omogućuje pribavu raznih certifikata i polaganje obveznih sigurnosnih tečajeva. Jadroplov radi i kao putnička agencija.
Jadroplov je registriran i za djelatnosti prekrcaja tereta u lukama i pristaništima, skladištenje robe, usluge u pomorskom prometu, popravak brodske opreme i spremnika (kontejnera), prijevoz putnika i robe morem, priobaljem i cestom i dr.
Jadroplov je tvrtka od velike važnosti za strukovna učilišta u gradu Splitu, Pomorske škole i Pomorskog fakulteta, studente strojarstva i brodogradnje, koja su od svojih su početaka vezana za nj. Generacije su nautičara i strojara svoju kadeturu odradili u nekadašnjoj Jadroslobodnoj odnosno Jadroplovu. Preseljenje kompanije izvan Splita predstavlja opasnost za gubitak pomorske tradicije grada, ali i cijele Dalmacije. Jadroplov je uvijek igrao važnu socijalnu i naobrazbenu ulogu za mlade pomorce, jer je kao domaći brodar uvijek izlazio školama u susret primajući i više vježbenika nego što im je možda objektivno trebalo, premda se veliki dio učenika odradi kadeturu na kod stranog brodara, koji nije uvijek voljan primiti kadeta bez iskustva. Gubitak sjedišta u Splitu znači gubitak pomoraca, zaposlenika u direkciji i na floti.
Danas je u većinskom državnom vlasništvu. Izlistan je na zagrebačkoj burzi, a većinski vlasnik je Republika Hrvatska preko Cerpa odnosno DAB i HZMO.
Ožujka 2014. hrvatske vlasti najavile su prodaju Jadroplova, čemu se oštro usprotivio Sindikat pomoraca Hrvatske. SPH smatra da je aktualna kriza gospodarstva i brodarstva najgore moguće vrijeme za prodaju jedne vrijedne državne tvrtke kao što je Jadroplov, jer se svjetsko brodarstvo bori protiv recesije okrupnjavanjem flote, dok se u Hrvatskoj radi vrlo kratkoročnog krpanja državnog proračuna i dalje komada hrvatsku flotu, a sam Jadroplov koji je uspio preživjeti sve dosadašnje hrvatske kriminalne pretvorbe i rasprodaje, prodaje se znatno ispod njegove stvarne cijene, poput Croatia linea, Dalmatinske plovidbe, Šibenske plovidbe i drugih brodara. Privatizacijom Jadroplova postoji opasna realna mogućnost da Split u konačnici ostane bez jedinog ozbiljnog brodara, 350 pomoraca ostane bez posla. Vrijednost Jadroplova su hrvatski pomorci i flota od osam brodova, vrijedni oko 145 milijuna dolara, nekretnine vrijedne oko 10 milijuna dolara i neopterećenost kreditima i hipotekama. Burzovna vrijednost dionice nerealno je niska čemu osobito su pogodovali posljednji događaji na relaciji Jadroplov-Brodosplit-država. Prijetio je "grčki scenarij" - kupnja o interesu grčkih kupaca: to bi značilo odlazak brodova i „utapanje“ u jednoj od grupacija stranih vlasnika, a prema grčkoj tradiciji, uslijedilo bi ukrcavanje jeftinijih posada.
U prvom krugu Vlada je tražila da ostanu sjedište Jadroplova u Splitu i u Hrvatskoj, 60 posto flote pod hrvatskom zastavom, obveza budućem vlasniku najmanje pet godina zadržati 400 radnika i pomoraca, obveza zapošljavanja mladih pomoraca, pripravnika i nakon što se Jadroplov proda.
Upravno vijeće Centra za restrukturiranje i prodaju, ustanove koja vodi postupak prodaje državnog udjela u splitskom brodaru, definiralo je cijenu Jadroplova na 130 milijuna, barem 25 milijuna dolara manje od sindikalne procjene. Srpnja 2014. Ministarstvo pomorstva, prometa i infrastrukture, na pritisak javnosti, izašlo je s dodatnim uvjetima, po kojima budući vlasnik splitskog Jadroplova mora zadržati sjedište tvrtke u Splitu (“tehničke i upravne aktivnosti nastaviti poslovati sa sjedištem u Splitu u razdoblju ne kraćem od pet godina”), zapošljavati hrvatske pomorce (može i europske po potrebi), zadržati brodove pod hrvatskom zastavom, zaključene ugovore o radu sa zatečenim radnicima ponuditelj mora poštovati u razdoblju od pet godina, nastaviti provoditi program obuke europskih vježbenika u razdoblju od pet godina sukladno zahtjevima propisa kojim je uređen porez po tonaži te dostaviti strateški plan poslovanja Jadroplova koji će u razdoblju od najmanje pet godina sadržavati plan dodatnih investicija, zapošljavanja i upravljanja društvom. Ovaj prijedlog sadrži dodatne opasnosti, kako upozoravaju sindikalci, jer čak ako Jadroplov kupi neka hrvatska tvrtka, ništa ne jamči da nakon tih pet godina novi vlasnik neće ukrcati jeftinije posade.
Zanimanje inozemnih kompanija brzo je splasnio nakon ovih postavljenih restriktivnijih uvjeta koji makar pet godina štite hrvatske pomorce, sjedište u Splitu i flotu pod hrvatskom zastavom. Nakon drugog kruga prikupljanja obvezujućih ponuda koji je završio početkom listopada 2014., interesenti koji su ostali su Brodosplit, Tankerska plovidba i njemački brodarski ulagač iz Hamburga Vogemann holding. Po ocjeni CERP-a, u drugom krug nitko od ponuđača nije dao u cijelosti zadovoljavajuće ponude, zbog čega se cijeli postupak dao u ponavljanje. Pomorski sindikat iznio je tvrdnju da Jadroplov dobro posluje na tržištu i koja nije dio raznih stečajnih i predstečajnih nagodbi koje se svakodnevno odvijaju u hrvatskoj privredi, te da je najbolje rješenje za Jadroplov radničko dioničarstvo. Sindikalne tvrdnje potvrdio je rast prihoda u 2014. za 27,5 milijuna kuna i smanjenje gubitka za 8 milijuna kuna. Poslovni rezultati bili bi još i bolji da se tijekom godine dana ostvario već dugo očekivani rast vozarina na tržištu sipkih tereta na koje su ukazivali svi pokazatelji, zbog čega je početkom te 2014. splitski brodar najavio izgradnju nova četiri broda za rasute terete koja je ugovorio s pulskim Uljanikom. Model izgradnje tih brodova od kojih bi svaki bio nosivosti 37.000 tona, predviđa i tehničku suradnju Jadroplova i Uljanika, a novogradnje bi se gradile u riječkom 3. maju čiji je Uljanik vlasnik. Prema ovom modelu Jadroplov i Uljanik osnovali bi zajedničku tvrtku za koju bi se gradili novi brodovi.
Prema izjavi sabornika Branka Bačića od 16. veljače 2015., prije krize vrijednost je iznosila 1,6 milijardi kuna, nasuprot sadašnjoj istaknutoj cijeni od 160 milijuna kuna, a u međuvremenu Jadroplov je povećao svoju flotu i nosivost za 30 posto. Zbog krize Jadroplovove dionice vrijede skoro 10 puta manje nego prije 4-5 godina, premda pola flote Jadroplova staro manje od tri godine, koji su zbog krize nerealno jeftiniji, pa im je cijena četiri, pet puta manja.
U novom krugu prodajnog natječaja od veljače 2015., vladine agencije odustale su od kompenzacijskih mjera koje su u prijašnjem krugu prihvatili radnici Jadroplova, njih 400. U prodajnom natječaju od veljače 2015. u CERP-u su izmijenili uvjete prodaje, pa je cijena 70,03% dionica sa 149 milijuna iz jesenskog kruga prodaje snižena na 139 milijuna kuna, a iznos dokapitalizacije koju će budući vlasnik morati provesti smanjena je sa 130 milijuna kuna na 100 milijuna. Rok obveznog dokapitaliziranja kompanije koji teče od dana prodaje produžen je na devet mjeseci, s prijašnjih šest mjeseci. Rok za obvezna ulaganja produžen je s prvobitnih 18 mjeseci na 24 mjeseca. Kriteriji prodaje spušteni su i na penalima u slučaju izostanka dokapitalizacije. Prije su iznosili od 20 milijuna kuna, a po uvjetima iz veljače 2015. smanjeni su na samo 10 milijuna kuna. Izbačena je odredba o obveznom zadržavanju sjedišta tvrtke u Splitu. Kupac po novim uvjetima više nije obvezan držati pet godina sve zatečene ugovore o radu. Uvjet isključivog zapošljavanja odnosno obveznog zadržavanja hrvatskih pomoraca smanjen je s pet na tri godine, a s pet na tri godine smanjena je i obveza zadržavanja brodova pod hrvatskom zastavom.
Saborski klubovi oporbenih DC-a, Novog vala, reformista i HDZ-a u izjavi 12. veljače 2015. usprotivili su se privatizaciji i prodaji Jadroplova.
Poglavarstvo Grada Splita anemično se postavilo prema ovom slučaju, premda su u veljači 2015. iz Narodne stranke - Reformista upozorili na loše tempiranje prodaje (vrijeme krize, niske vozarine) i na loše iskustvo s libanonskim poduzetnikom Nemrom Diabom i sudbinom dvije trećine hrvatskog brodarstva. Od svih ponuditelja za kupnju, zasad jedino Brodosplit jamči ostanak sjedišta u Splitu.
U floti Jadroplova plove brodovi M/B Solin, M/B Sveti Dujam, M/B Peristil, M/B Trogir, M/B Split i M/B Bene.

## Vanjske poveznice
- Jadroplov - povijest  Arhivirana inačica izvorne stranice od 16. svibnja 2015. (Wayback Machine)
- Jadroplov d. d. Hrvatska tehnička enciklopedija, portal hrvatske tehničke baštine. LZMK